# Sentier des Abbayes Trappistes de Wallonie

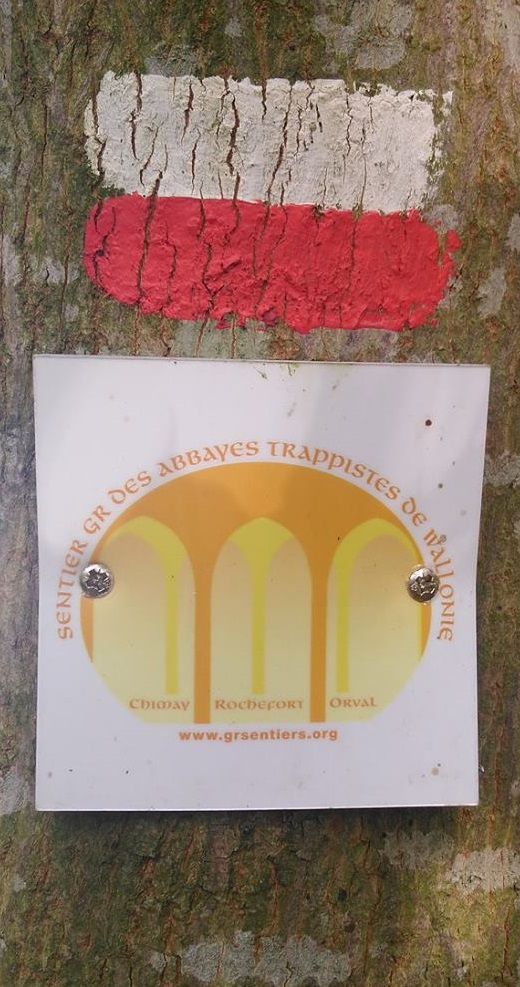
Sentier des Abbayes Trappistes de Wallonie

De Sentier des Abbayes Trappistes de Wallonie of SAT is een GR-pad in Wallonië. Het pad is 290 kilometer lang, volgt bestaande GR-paden en verbindt de abdij van Chimay, de abdij van Rochefort en de abdij van Orval. De route is bewegwijzerd met de letters SAT.